# Lliga Juvenil de la UEFA
La Lliga Juvenil de la UEFA (també coneguda com a UEFA Youth League) és el torneig internacional de futbol per a clubs sub-19 més prestigiosos que té els 32 clubs classificats per a la fase de grups de la Lliga de Campions de la UEFA, a més dels 32 campions juvenils nacionals, amb un total de 64 equips participants. Està organitzat per la UEFA.
La primera edició de la competició va ser la temporada 2013-2014.

## Història

### Primera competició juvenil europea a prova
Creada per a donar més protecció als clubs juvenils europeus o sub-19, i amb la petició de l'Associació de Clubs Europeus, va suposar la primera de caràcter oficial a nivell continental en aquesta categoria. A més es pretenia que el graó entre els equips juvenils i els primers equips professionals no fos tan gran per als joves futbolistes, a més d'oferir l'oportunitat de poder disputar partits internacionals.
Inaugurada la temporada 2013-14, els equips participants van jugar una fase de grups amb la mateixa composició i calendari de la fase de grups de la seva homòloga Lliga de Campions de la UEFA, i es va dur a terme com un "assaig base" per observar durant dues edicions. Hi van participar 32 equips, dels que els vuit guanyadors de grup i els vuit segons classificats van avançar a la fase eliminatòria. Però a diferència de la competició absoluta, aquesta fase es va jugar a un sol partit, amb les semifinals i la final jugades al Colovray Stadium de Nyon, seu fixa dels enfrontaments finals des d'aleshores.
El 17 de setembre va ser la data dels primers partits, i qui va marcar el primer gol de la competició va ser Sinan Bytyqi, del Manchester City FC entrenat per Patrick Vieira.
L'abril del 2014 el Futbol Club Barcelona en va esdevenir el primer campió, superant el SL Benfica portuguès per 3-0 després d'eliminar l'FC Schalke 04 alemany i el Reial Madrid CF espanyol a la final a quatre. La segona edició va ser el Chelsea FC qui es va quedar amb el títol al vèncer al FC Xakhtar Donetsk per 3-2.

### Consolidació de la competició
Després del considerat període de prova de dos anys, la Lliga Juvenil de la UEFA es va convertir en una competinció permanent de la UEFA a partir de la temporada 2015-16, que n'era la tercera edició, amb el torneig ampliat de 32 a 64 equips per a permetre també la participació dels campions nacionals de les 32 millors associacions en funció dels seus coeficients UEFA. Els 32 equips classificats per a participar en fer-ho els seus equips professionals per a la Lliga de Campions de la UEFA van jugar una fase de grups del mateix format abans d'enfrontar-se en eliminatòries contra els campions nacionals classificats en la seva corresponent fase pròpia. Els guanyadors de cada grup avancen a la ronda de setzens i els subcampions juguen una repesca. Els campions nacionals van jugar dues rondes eliminatòries a doble partit per a discernir els vuit guanyadors que avancen a aquesta repesca. S'hi va jugar un sol partit per a decidir qui avançava a la ronda eliminatòria final.
La final va deixar per a la història que per primera vegada un club aconseguia retenir el títol de campió. Després de la final a quatre entre el Reial Madrid CF, el Paris Saint-Germain FC francès, el Chelsea FC i el RSC Anderlecht belga. Els anglesos es van imposar als francesos per 2-1.
La quarta edició de la competició, debutaven el Leicester City FC i el FC Rostov, els vigents campions no van poder defensar el títol en no aconseguir la classificació el seus primers equips per a la Lliga de Campions de la UEFA 2016–17.

## Historial
| Temporada                | Campió                                        | Resultat                                      | Subcampió                                     | Semifinalistes                                | Semifinalistes                                |
| Lliga Juvenil de la UEFA | Lliga Juvenil de la UEFA                      | Lliga Juvenil de la UEFA                      | Lliga Juvenil de la UEFA                      | Lliga Juvenil de la UEFA                      | Lliga Juvenil de la UEFA                      |
| ------------------------ | --------------------------------------------- | --------------------------------------------- | --------------------------------------------- | --------------------------------------------- | --------------------------------------------- |
| 2013-14                  | FC Barcelona                                  | 3 - 0                                         | SL Benfica                                    | Reial Madrid CF                               | FC Schalke 04                                 |
| 2014-15                  | Chelsea FC                                    | 3 - 2                                         | FC Xakhtar Donetsk                            | RSC Anderlecht                                | AS Roma                                       |
| 2015-16                  | Chelsea FC                                    | 2 - 1                                         | Paris Saint-Germain FC                        | Reial Madrid CF                               | RSC Anderlecht                                |
| 2016-17                  | FC Red Bull Salzburg                          | 2 - 1                                         | SL Benfica                                    | Reial Madrid CF                               | FC Barcelona                                  |
| 2017-18                  | FC Barcelona                                  | 3 - 0                                         | Chelsea FC                                    | Man. City FC                                  | FC Porto                                      |
| 2018-19                  | FC Porto                                      | 3 - 1                                         | Chelsea FC                                    | TSG 1899 Hoffenheim                           | FC Barcelona                                  |
| 2019-20                  | Reial Madrid CF                               | 3 - 2                                         | SL Benfica                                    | AFC Ajax                                      | FC Red Bull Salzburg                          |
| 2020-21                  | Cancel·lat a causa de la pandèmia de COVID-19 | Cancel·lat a causa de la pandèmia de COVID-19 | Cancel·lat a causa de la pandèmia de COVID-19 | Cancel·lat a causa de la pandèmia de COVID-19 | Cancel·lat a causa de la pandèmia de COVID-19 |
| 2021-22                  | SL Benfica                                    | 6 - 0                                         | FC Red Bull Salzburg                          | Atlètic de Madrid                             | Juventus FC                                   |
| 2022-23                  | AZ Alkmaar                                    | 5 - 0                                         | Hajduk Split                                  | AC Milan                                      | Sporting CP                                   |
| 2023–24                  | Olympiacos FC                                 | 3 - 0                                         | AC Milan                                      | FC Nantes                                     | FC Porto                                      |
| 2024–25                  | FC Barcelona                                  | 4 - 1                                         | Trabzonspor Kulübü                            | FC Red Bull Salzburg                          | AZ Alkmaar                                    |

## Palmarès
| Equip                  | Títols | Subcampionats | Anys campionats  | Anys subcampionats |
| ---------------------- | ------ | ------------- | ---------------- | ------------------ |
| FC Barcelona           | 3      | -             | 2014, 2018, 2025 | -                  |
| Chelsea FC             | 2      | 2             | 2015, 2016       | 2018, 2019         |
| SL Benfica             | 1      | 3             | 2022             | 2014, 2017, 2020   |
| FC Red Bull            | 1      | 1             | 2017             | 2022               |
| Reial Madrid CF        | 1      | -             | 2020             | -                  |
| FC Porto               | 1      | -             | 2019             | -                  |
| AZ Alkmaar             | 1      | -             | 2023             | -                  |
| Olympiacos FC          | 1      | -             | 2024             | -                  |
| FC Xakhtar Donetsk     | -      | 1             | -                | 2015               |
| Paris Saint-Germain FC | -      | 1             | -                | 2016               |
| Hajduk Split           | -      | 1             | -                | 2023               |
| AC Milan               | -      | 1             | -                | 2024               |
| Trabzonspor A.Ş.       | -      | 1             | -                | 2025               |

### Títols per país
| Catalunya     | 3 | - | FC Barcelona (3)             |  |  |  |
| Portugal      | 2 | 3 | FC Porto (1), SL Benfica (1) |  |  |  |
| Anglaterra    | 2 | 2 | Chelsea FC (2)               |  |  |  |
| Àustria       | 1 | 1 | FC Red Bull (1)              |  |  |  |
| Espanya       | 1 | - | Real Madrid CF (1)           |  |  |  |
| Països Baixos | 1 | - | AZ Alkmaar (1)               |  |  |  |
| Grècia        | 1 | - | Olympiacos FC (1)            |  |  |  |
| Ucraïna       | - | 1 |                              |  |  |  |
| França        | - | 1 |                              |  |  |  |
| Croàcia       | - | 1 |                              |  |  |  |
| Itàlia        | - | 1 |                              |  |  |  |
| Turquia       | - | 1 |                              |  |  |  |